# العلاقات الصينية الغيانية
العلاقات الصينية الغيانية هي العلاقات الثنائية التي تجمع بين الصين وغيانا.

## مقارنة بين البلدين
هذه مقارنة عامة ومرجعية للدولتين:
| وجه المقارنة                                              | الصين                    | غيانا        |
| --------------------------------------------------------- | ------------------------ | ------------ |
| المساحة (كم2)                                             | 9.60 مليون               | 214.97 ألف   |
| عدد السكان (نسمة)                                         | 1.33 مليار               | 777.86 ألف   |
| الكثافة السكانية (ن./كم²)                                 | 138.54                   | 3.62         |
| العاصمة                                                   | بكين                     | جورج تاون    |
| اللغة الرسمية                                             | اللغة الصينية القياسية   | لغة إنجليزية |
| العملة                                                    | رنمينبي                  | دولار غياني  |
| الناتج المحلي الإجمالي (بليون دولار)                      | 12.24 تريليون            | 3.68 مليار   |
| الناتج المحلي الإجمالي (تعادل القوة الشرائية) بليون دولار | 19.82 تريليون            | 5.77 مليار   |
| الناتج المحلي الإجمالي الاسمي للفرد دولار أمريكي          | 8.03 ألف                 | 4.13 ألف     |
| الناتج المحلي الإجمالي للفرد دولار أمريكي                 | 13.21 ألف                |              |
| مؤشر التنمية البشرية                                      | 0.728                    |              |
| رمز المكالمات الدولي                                      | +86                      | +592         |
| رمز الإنترنت                                              | .cn، .中国 ‏، .中國 ‏      | .gy          |
| المنطقة الزمنية                                           | توقيت الصين، ت ع م+08:00 | 00           |

## مدن متوأمة
في ما يلي قائمة باتفاقيات التوأمة بين مدن صينية وغيانية:
- ترتبط Nanchuan, Chongqing [الإنجليزية]‏ مع ليندن باتفاقية توأمة منذ 2011.

## منظمات دولية مشتركة
يشترك البلدان في عضوية مجموعة من المنظمات الدولية، منها:
| علم المنظمة | اسم المنظمة                               | تاريخ انضمام الصين | تاريخ انضمام غيانا |
| ----------- | ----------------------------------------- | ------------------ | ------------------ |
|             | مؤسسة التنمية الدولية                     | 24 سبتمبر 1960     | 4 يناير 1967       |
|             | يونسكو                                    | 4 نوفمبر 1946      | 21 مارس 1967       |
|             | وكالة ضمان الاستثمار متعدد الأطراف        | 30 أبريل 1988      | 18 يناير 1989      |
|             | الأمم المتحدة                             | 25 أكتوبر 1971     | 20 سبتمبر 1966     |
|             | الاتحاد البريدي العالمي                   | ?                  | ?                  |
|             | البنك الدولي للإنشاء والتعمير             | 27 ديسمبر 1945     | 26 سبتمبر 1966     |
|             | بنك التنمية الكاريبي ‏                     | ?                  | ?                  |
|             | الاتحاد الدولي للاتصالات                  | 1 سبتمبر 1920      | 8 مارس 1967        |
|             | منظمة حظر الأسلحة الكيميائية              | ?                  | ?                  |
|             | مؤسسة التمويل الدولية                     | 15 يناير 1969      | 4 يناير 1967       |
|             | المركز الدولي لتسوية المنازعات الاستشارية | 6 فبراير 1993      | 10 أغسطس 1969      |
|             | منظمة التجارة العالمية                    | 11 ديسمبر 2001     | ?                  |
|             | منظمة الشرطة الجنائية الدولية             | ?                  | ?                  |

## أعلام
هذه قائمة لبعض الشخصيات التي تربطها علاقات بالبلدين:
- آرثر تشونغ (قاضي غياني، 10 يناير 1918 – 23 يونيو 2008)
- روبرت فيكتور إيفان وونغ (4 يوليو 1895 – 19 أكتوبر 1952)

## وصلات خارجية
- موقع وزارة الخارجية الصينية
- موقع وزارة الخارجية الغيانية